# Anielle Franco
Anielle Franco, nata Anielle Francisco da Silva (Rio de Janeiro, 3 maggio 1985), è una politica, giornalista e attivista brasiliana.
Anielle Franco, sorella di Marielle Franco assassinata nel 2018, è una giornalista e attivista brasiliana. Dal 1º gennaio 2023 è ministra per l'Uguaglianza Razziale nel Governo Lula II con Luiz Inácio Lula da Silva.

## Biografia

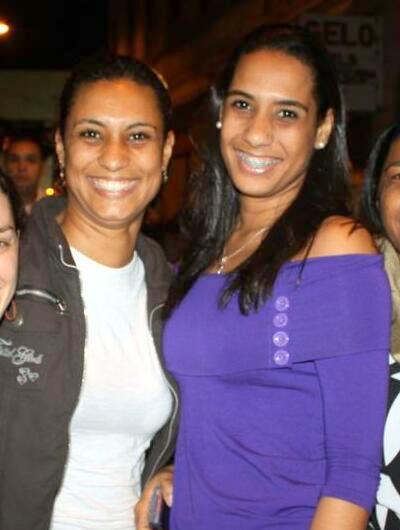
Anielle con la sorella Marielle nel 2010

Anielle Franco è nata e cresciuta, come la sorella Marielle, a Maré, una favela a nord di Rio de Janeiro divenuta ufficialmente quartiere nel 1994. Da giovanissima ha giocato a pallavolo con ottimi risultati ottenendo a sedici anni una borsa di studio per gli Stati Uniti d'America dove ha potuto continuare a giocare e a studiare. Ha frequentato il Navarro College di Corsicana in Texas, la Louisiana Tech University e la North Carolina Central University.
Durante i suoi studi nordamericani Anielle è stata influenzata dal pensiero antirazzista e avvicinandosi al pensiero di Angela Davis, Martin Luther King e Malcolm X.
Dopo l'uccisione della sorella, Anielle Franco ha iniziato a lavorare per la fondazione del Marielle Franco Institute che tra le sue finalità ha attività culturali ed educative per i bambini e il sostegno alle donne di colore che si impegnano in politica.

## Riconoscimenti
La rivista Time ha scelto Anielle, neoministra del Brasile, come una delle 12 donne dell'anno per il 2023.

## Pubblicazioni
- (PT) Anielle Franco, Cartas para Marielle, Rio de Janeiro, Editora Conexão 7, 2019, OCLC 1245858249.
- (PT) Daniela Moraes Brum e Anielle Franco, Feminimo Pra Quem? Para Todas As Mulheres, Inclusive para Aquelas Que Julgam Não Precisar Dele, Bauru, Editora Alto Astral, 2020, OCLC 1228640482.
- (PT) Manuela D'Ávila, Sempre foi sobre nós : relatos da violência política de gênero no Brasil, prefazione di Anielle Franco, Rio de Janeiro, Rosa dos Tempos, 2022, OCLC 1343008356.
- (PT) Anielle Franco, Minha irmã e eu diário, memórias e conversas sobre Marielle, São Paulo, Planeta, 2022, OCLC 1374928265.